# Mordella izraelsoni
Mordella israelsoni là một loài bọ cánh cứng trong họ Mordellidae. Loài này được Plaza miêu tả khoa học năm 1977.